# Holdrege (Nebraska)
Holdrege település az Amerikai Egyesült Államok Nebraska államában, Phelps megyében, melynek megyeszékhelye is. Lakosainak száma 5515 fő (2020. április 1.).

## Közlekedés

### Vasút
A települést napi egy pár California Zephyr néven futó Amtrak távolsági vonatjárat érinti.

## Népesség
A település népességének változása:

| 2010 | 5 495 |
| 2020 | 5 515 |